# Lafare
Lafare este o comună în departamentul Vaucluse din sud-estul Franței. În 2009 avea o populație de 110 de locuitori.

## Evoluția populației
| An        | 1975 | 1982 | 1990 | 1999 | 2006 | 2009 |
| --------- | ---- | ---- | ---- | ---- | ---- | ---- |
| Populație | 55   | 75   | 73   | 97   | 101  | 110  |